# Ouratea clarkii
Ouratea clarkii är en tvåhjärtbladig växtart som beskrevs av C. Sastre. Ouratea clarkii ingår i släktet Ouratea och familjen Ochnaceae. Inga underarter finns listade i Catalogue of Life.